# Daniel Hurley
Daniel Eugene Hurley (ur. 21 kwietnia 1940 w Orroroo) – australijski duchowny rzymskokatolicki, w latach 2007–2018 biskup diecezjalny Darwin, wcześniej w latach 1999-2007 biskup Port Pirie.

## Życiorys
Święcenia kapłańskie przyjął 27 czerwca 1964 w diecezji Port Pirie. Udzielił ich mu jej ówczesny ordynariusz, Bryan Gallagher. Po święceniach pracował jako wikariusz w Port Lincoln, a następnie w parafii katedralnej. W 1977 objął probostwo w Cummins, zaś cztery lata później został proboszczem w Whyalla.
27 listopada 1998 papież Jan Paweł II powołał go na urząd biskupa Port Pirie. Sakry udzielił mu 12 lutego 1999 Leonard Faulkner, ówczesny arcybiskup metropolita Adelajdy. 3 lipca 2007 papież Benedykt XVI przeniósł go na stanowisko biskupa Darwin. Jego ingres do tamtejszej katedry odbył się 29 sierpnia 2007.
27 czerwca 2018 papież przyjął jego rezygnację z pełnionego urzędu.